# Viaduc de Saint-Satur

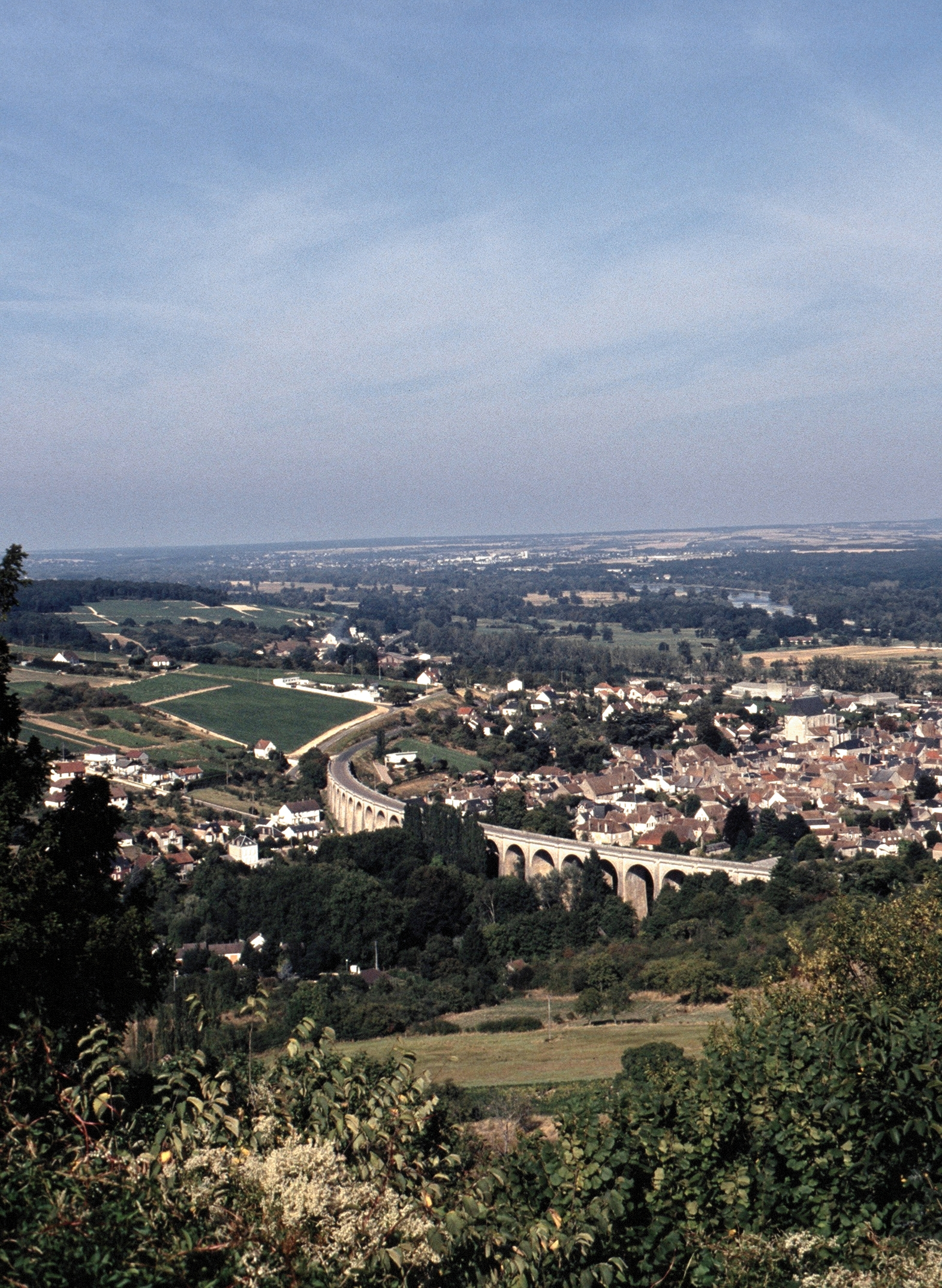
Viaduc de Saint-Satur

Der Viaduc de Saint-Satur ist ein stillgelegtes Eisenbahnviadukt der Bahnstrecke Saint-Germain-du-Puy–Cosne-Cours-sur-Loire in Frankreich.

## Lage
Das Viadukt liegt vollständig auf dem Gebiet der Gemeinde Saint-Satur im Département Cher (Region Centre-Val de Loire). Es überspannt zwischen den Orten Saint-Satur und dem zur Gemeinde gehörenden Dorf Fontenay das Tal des Bachs La Colette.

## Geschichte und Beschreibung

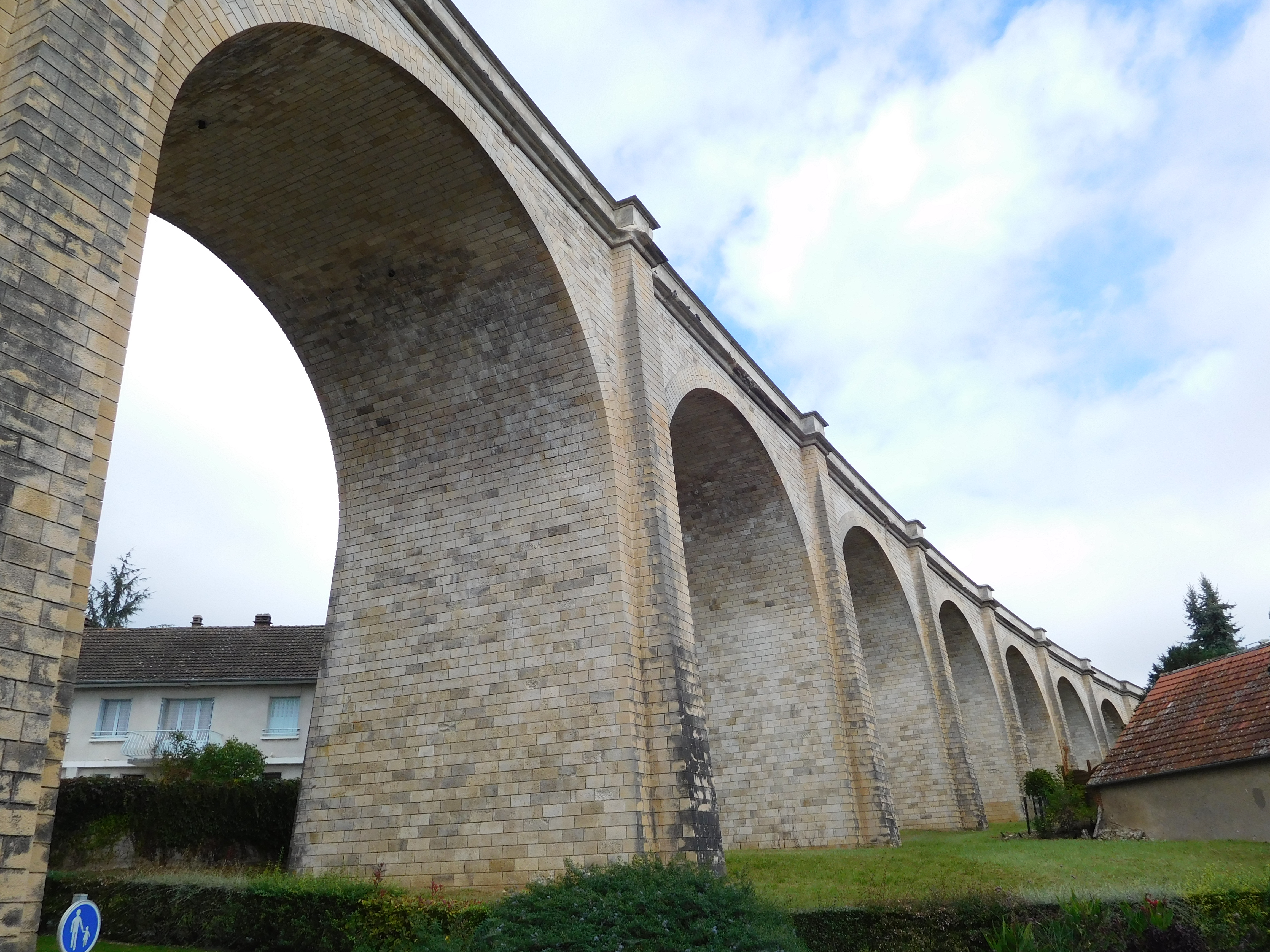
Mit Steinen aus Souppes-sur-Loing verkleidete Bögen und Pfeiler

Die Brücke wurde in einem weiten Bogen mit einem Radius von 500 Meter um den Ort Saint-Satur herum angelegt. Sie ist 428,65 Meter lang und weist 26 Bögen mit jeweils 13 Meter lichter Weite auf.
Die Bahnstrecke von Bourges nach Cosne war von strategischer Bedeutung. Nach der Niederlage im Deutsch-Französischen Krieg sah Frankreich die Notwendigkeit, sein Verteidigungssystem und die Versorgung einer möglichen Ostfront umzugestalten. Es erschien sinnvoll, zwischen dem Arsenal in Bourges und dort eine direkte Bahnverbindung zu schaffen. Aus diesem Grund wurde das Viadukt vollständig vom Staat finanziert, nur das Verlegen der Gleise oblag der Bahngesellschaft Compagnie du chemin de fer de Paris à Orléans (P.O.). Am 31. Juli 1888 erfolgte die Déclaration d′utilité publique (Erklärung der Gemeinnützigkeit), 1891 wurde mit dem Bau begonnen. Das Baumaterial wurde mit einer meterspurigen Schmalspurbahn vom Canal latéral à la Loire zur Baustelle geschafft.
Für die Gründungen der Pfeiler wurden 22.000 Kubikmeter Erdreich ausgehoben. Deren Fundamente, für die 14.000 Kubikmeter Steine aus Fontenay und Beton verbaut wurden, ruhen in Tiefen von 4 bis 12 Meter weitgehend auf festem Fels. Lediglich die Pfeiler 22 und 23, zwischen der Straße nach Sancerre und der Rue des Braies gelegen, wurden auf 2,50 bis 11,50 Meter langen Pfählen mit Durchmessern von 30 Zentimeter errichtet.
In einer zweiten Bauphase zwischen dem 14. März und dem 18. September 1892 wurden die Pfeiler und Bögen gebaut. Hierfür wurden 21.000 Kubikmeter Mauersteine verwendet: Für das Pfeilerinnere Steine aus La Manse in der Gemeinde Dornecy, für das der Gewölbe Steine aus Senozan im Département Seine-et-Marne. Die Steine für die Außenverkleidung stammten aus Souppes-sur-Loing. Bis zu 50 Steinmetze waren gleichzeitig auf der Baustelle beschäftigt.
Im Jahr 1893 wurde mit dem Bau der Brüstungen und der Sockelumrandungen die Brücke fertiggestellt. Auf der Brücke wurden zwei parallele Gleise verlegt; am 25. November jenes Jahres wurde sie für den Verkehr freigegeben.
Am 1. Juli 1966 endete, mit Ausnahme des Abschnitts Cosne–Saint-Satur, der Bahnverkehr auf der Strecke, und die Staatsbahn SNCF erwog den Abriss des Viadukts. Daher kaufte die Gemeinde Saint-Satur 1966 das Bauwerk und baute es in eine Straßenbrücke um.